# R. B. Bennett
Richard Bedford Bennett, primer vizconde de Bennett, (Hopewell Hill, 3 de julio de 1870 – Mickleham, 26 de junio de 1947) fue un abogado, empresario, filántropo y político canadiense que ejerció como primer ministro de Canadá de 1930 a 1935.
Bennett nació en Hopewell Hill, Nuevo Brunswick, y creció en la cercana población de Hopewell Cape. Asistió a la Universidad de Dalhousie, donde se graduó de abogado en 1893. En 1897 estableció un estudio jurídico junto a James Lougheed. A través de su ejercicio de la abogacía, varias inversiones y su liderazgo en distintas organizaciones, Bennett se convirtió en uno de los hombres más ricos de Canadá.Ingresó a la política, siendo electo a Asamblea Legislativas de los Territorios del Noroeste de (1898-1905), al liderazgo del Partido Conservador de Alberta (1905), a la legislatura de Alberta de (1905-1911) y a la Cámara de los Comunes (1911-1917). Siendo ya un prominente miembro del Partido Conservador, Bennet decidió retirarse de la política en 1917, pero volvería a esta al ejercer brevemente como ministro de Justicia en 1921, bajo el gobierno de Arthur Meighen. Volvió a la Cámara de los Comunes en 1925, ejerció como ministro de Finanzas del fugaz segundo gobierno de Meighen en 1926 y finalmente fue electo líder del Partido Conservador en 1927, convirtiéndose en el líder de la oposición.
Bennett derrotó al primer ministro William Lyon Mackenzie King en las elecciones de 1930. Dicha victoria fue posible gracias a la Gran Depresión, que había empezado el año anterior, el mandato de Bennett se vería marcado por esta. Como primer ministro, trató de combatir la depresión a través de medidas laissez-faire, pero estas no funcionaron. Tampoco pudo lograr establecer un tratado de libre comercio que diera preferencia preferencia a los territorios del Imperio Británico (Imperial Preference). El gobierno de Bennett se volvió cada vez más intervencionista, intentando replicar las medidas New Deal del presidente estadounidense Franklin Roosevelt, las cuales eran muy populares en dicho país. Este cambio de dirección dividió al Partido Conservador y fue visto por el público general como incompetencia por parte del gobierno. El legado del gobierno de Bennett están presentes en la Canadá modernas en la forma de instituciones establecidas por él, como los son la Canadian Broadcasting Corporation (CBC) y el Banco de Canadá.
En las elecciones de 1935 sufrió una derrota aplastante contra William Lyon Mackenzie King, quien aseguró su vuelta al poder luego de que Bennett no haya podido lidiar con la depresión. Bennett se mantuvo como líder del Partido Conservador y de la oposición hasta 1938, cuando se retiró definitivamente de la política y se mudó a Inglaterra. Allí fue creado vizconde Bennett, el único primer ministro canadiense honrado con un título de nobleza. Bennett es considerado un primer ministro relativamente mediocre por historiadores y el público general.
| Predecesor: William Lyon Mackenzie King | Primer ministro de Canadá 1930 - 1935 | Sucesor: William Lyon Mackenzie King |